# Esteban Manuel de Villegas
Esteban Manuel de Villegas (Matute, La Rioja, 5 de enero de 1589-Nájera, La Rioja, 3 de septiembre de 1669) fue un poeta español del Siglo de Oro.

## Biografía
Cursó estudios de Gramática (especie de Bachillerato) en Madrid, trasladándose después a la Universidad de Salamanca, donde obtuvo el título de licenciado en Leyes, en el que nunca se ejercitó. De origen hidalgo por parte de padre no tuvo empleo remunerado alguno, aunque lo intentase con recomendaciones en la Corte madrileña, viviendo de los préstamos rentistas de la familia en juros y censos, cuya irregular administración e inseguro cobro le ocasionaron periódicas penurias económicas, especialmente en sus años finales, y le han granjeado fama de pleitista por los numerosos litigios judiciales a que se vio abocado. Se casó a los treinta y seis años con doña Antonia de Leyva Villodas, najerina veinte años más joven que él y de familia acomodada, que le dio siete hijos, de los que sólo le sobrevivieron dos mujeres. En 1659 fue procesado por la Inquisición de Navarra, con sede en Logroño, por polemizar siete años antes con dos frailes sobre el verdadero sentido del libre albedrío de Anselmo de Canterbury, defendiendo que el poder de pecar no pertenece al libre albedrío. Se le acusó además de haber defendido otras proposiciones sospechosas de herejía, como presumir de entender mejor algunas proposiciones teológicas que san Agustín y los santos y de estar en posesión de un librillo con sátiras, una de ellas contra las órdenes religiosas. Las indagaciones abiertas permitieron comprobar que Villegas era «hombre pío, limosnero, muy frecuentador de los Sacramentos y de la Misa». Tras hacer protestación de fe y requisársele los papeles, se le condenó a abjurar de levi y a cuatro años de destierro de Nájera, Logroño y Madrid, aunque tras pasar cuatro meses en la población burgalesa de Santa María Ribarredonda imploró perdón por su ancianidad y se le conmutó el resto del castigo por su cumplimiento en Nájera, donde murió con ochenta años.

## Obra
Escribió un libro lírico muy original para su tiempo, las Eróticas o amatorias (Nájera, 1618, imprenta de Mongastón, poco reimpreso, destacando la edición de Vicente de los Ríos en 1774, con el impresor madrileño Sancha, que la reeditó en 1797, y la de Narciso Alonso Cortés en 1913), cuya portada, que llevaba, bajo un sol naciente tapando unas estrellas, el provocador lema Sicut sol matutinus. Me surgente, quid istae? (Igual que el sol naciente. Apareciendo yo, ¿qué será de éstas?) le granjeó no pocos enemigos entre las "estrellas" del Siglo de Oro (Cervantes, Lope de Vega, Góngora, entre otros) a causa de fanfarronada tan irritante. El propio autor procuró suprimir el emblema de los ejemplares que pudo, pero su imagen quedaría manchada para siempre en los círculos literarios de la época, aunque alguno le perdonase ese atrevimiento juvenil, como el reconocimiento que le hizo un anciano Lope de Vega en su Laurel de Apolo:

Aspire luego de Pegaso al monte
el dulce traductor de Anacreonte,
cuyos estudios, con perpetua gloria,
libraron del olvido su memoria;
aunque dijo que todos se escondiesen
cuando los rayos de su ingenio viesen... 
(Laurel de Apolo, III, 270-274)

El libro posee dos partes; la primera está escrita en heptasílabos y es de temática anacreóntica; la segunda, en endecasílabos y es de tema histórico. Logró poemas delicadísimos en los metros cortos, que manejaba con especial acierto, como los versos musicales y llenos de gracia de las "Cantinelas". Contiene, además, odas, traducciones muy libres de Horacio y de las anacreónticas, elegías, idilios, epigramas y algunos sonetos. Maneja las sílabas cuantitativamente y usa metros sáficos, adónicos, anacreónticos, etcétera, en lugar de las formas corrientes en español. De ahí que su poesía sea puramente formal, esclava de la postura, del rodeo. Por eso se constituyó en el gran precedente del Rococó y el Neoclasicismo del siglo XVIII, cuando logró la fama que se le negó en vida. En los versos largos se nota un fuerte aire culterano, como por ejemplo en la Oda a Felipe III. De su intención de introducir la métrica cuantitativa sólo le salió bien la introducción de la estrofa sáfica-adónica (tres endecasílabos, rematados con un pentasílabo), que vemos en este ejemplo de su Oda al céfiro:

Dulce vecino de la verde selva,
huésped eterno del abril florido,
vital aliento de la madre Venus,
céfiro blando.
(De Las Latinas, libro 4º de la 2ª parte de las Eróticas)

También conoció fortuna su propósito de adaptar el género de la anacreóntica clásica a la poesía española, pues durante el siglo XVIII tuvo numerosos cultivadores, todos formados en la horma de Villegas, especialmente Nicolás Fernández de Moratín y José Cadalso (los pioneros en el género dentro del contexto ilustrado) y Juan Meléndez Valdés y José Iglesias de la Casa. Ya de edad avanzada tradujo la Consolación de la filosofía de Boecio y, escarmentado por su encontronazo con el Santo Oficio, dejó en latín la parte correspondiente al libre albedrío. Escribió además dos tomos de Variae Philologiae, sive dissertationum criticarum, quas inter amicos disserebat, más conocidas como Disertaciones críticas en los que invirtió ocho años; en ellas comentaba los clásicos grecolatinos antiguos y el rastro del manuscrito se perdió en el siglo XVIII en manos de fray Martín Sarmiento; afortunadamente han sido reencontradas en la Biblioteca Nacional por su mejor estudioso, el profesor Julián Bravo Vega. Se puede afirmar sin ambages que esta obra es un monumento del humanismo español. Aparecen comentados, en 231 pequeños ensayos, aspectos textuales, léxicos, métricos, históricos o etimológicos de pasajes controvertidos de Plauto, Catulo, Séneca el Viejo, Lucio Pomponio, Virgilio, Horacio, Tibulo, Propercio, Marcial, Petronio, Ausonio, Símaco y comentarios jurídicos sobre Teodosio, Justiniano y Tertuliano. Por las alusiones del texto sabemos que se relacionaba con eruditos como el murciano Francisco Cascales y Tomás Tamayo de Vargas; con el cronista de Indias Luis Tribaldos de Toledo; con muchos jesuitas, entre ellos Juan Luis de la Cerda (gran comentarista de Virgilio) Juan Eusebio Nieremberg, gran escritor ascético, Ibarra y Santoyo; el político Lorenzo Ramírez de Prado, con quien intercambió un epistolario que se ha conservado; sus parientes Álvaro de Villegas, colegial de Salamanca, y Bernabé de Andrade; los juristas Antonio Pereda y Pedro Pimentel, doctor en ambos derechos; Pedro Alarcón Ocón; Juan Piñero Osorio, obispo de Calahorra; Jacobo Riaño de Gamboa y Juan Bautista Larrea, entre otros. Además, compuso un Discurso contra las comedias o Antiteatro que no llegó a publicar.